# Свети Бощян
Свети Бощян (на словенски: Sveti Boštjan) е село в Словения, Корошки регион, община Дравоград. Според Националната статистическа служба на Република Словения през 2015 г. селото има 92 жители.